# دار السلام (حي)
حي دار السلام حي من أحياء محافظة القاهرة ويقع بالمنطقة الجنوبية، يقع الحي علي مقربة من المعادي، يعد حي دار السلام إحدى أكبر التجمعات السكنية بالقاهرة. أقيم الحي على أراضٍ زراعية وبعض الأراضي الصحراوية، ويتسم الحي بالازدحام الشديد والكثافة السكانية العالية، ويسمى غالبًا بـ(الصين الشعبية) ويتميز بتعدد الأسواق به.

## شياخات
ويتبع إداريا حي دار السلام وينقسم إلى الملأة والجزيرة، ومحطة مترو أنفاق الحي تسمى محطة مترو دار السلام وهي بين محطتي الزهراء وحدائق المعادي.
وينحدر سكان الحي من مناطق مصر القديمة والسيدة زينب ومنهم فئة من الصعيد.
وتعدّ دار السلام منطقة شعبية لعدم وجود تخطيط مسبق للمرافق والخدمات مما أدى لكثافة سكانية شديدة وقصور في الخدمات. ومن مشاكل الحي فوضى المرور بالإضافة لانتشار الباعة الجائلين واستغلالهم لمساحات هائلة من الطرق العمومية وعدم وجود مكتبة عامة أو مركز شباب أو أي نشاط حزبي يرسخ قيم الولاء والانتماء والوطنية ويوجه طاقات وحماس الشباب.